# Lázaro Rivas
Lázaro Rivas Scull (L'Avana, 4 aprile 1975 – San José de las Lajas, 22 dicembre 2013) è stato un lottatore cubano, specializzato nella lotta greco-romana.
È morto nel 2013 all'età di 38 anni per accoltellamento a seguito di un'aggressione avvenuta durante una festa popolare.

## Palmarès

### Olimpiadi
- 1 medaglia:
  - 1 argento (Sydney 2000 nei 54 kg)

### Mondiali
- 3 medaglie:
  - 1 oro (Atene 1999 nei 54 kg)
  - 2 bronzi (Patrasso 2001 nei 54 kg; Créteil 2003 nei 55 kg)

### Giochi panamericani
- 2 medaglie:
  - 2 ori (Winnipeg 1999 nei 54 kg; Santo Domingo 2003 nei 55 kg)